# Большие Поляны (Рязанская область)
Большие Поляны — село в Старожиловском районе Рязанской области, входит в состав Ленинского сельского поселения.

## География
Село расположено на берегу реки Меча в 3 км на запад от центра поселения посёлка Совхоз имени Ленина и в 8 км на юг от райцентра, рабочего посёлка Старожилово.

## История
Полянки в качестве села упоминаются в припавочных книгах Каменского стана 1597 и 1598 годов, где село значилось за вдовой Марьей Фёдоровой женой Трескина и за её сыном Фёдором. В писцовых и платежных книгах 1628 и 1629 годов село Соловцовы Полянки значились в поместьях за Саввой меньшим сыном Трескина и за стольником Игнатом Глебовым Вердеревским. О церкви Рождества Иоанна Предтечи сказано, что она ветхая. В окладных книгах 1676 года пустовой приход, где была церковь Иоанна Предтечи, назван Большими Полянками. 27 марта 1747 года преосвященством Алексием была дана благословенная грамота на построение в селе Полянки, вместо обветшавшей, новой церкви на старом кладбище. 4 января 1790 года церковь сгорела, а спасенную церковную утварь велено было перенести в церковь села Старожилово, куда, вероятно, был приписан Полянковский приход. На месте сгоревшей церкви в 1791 году по благословенной грамоте преосвященства Симона прихожане построили новую — в прежнее храмонаименование, которая была освящена 18 октября того же года Борисоглебским протопопом Иоанном. Новопоставленная церковь имела в длину около 20, в ширину не более 8 аршин.
Строительство каменной Предтеченской церкви с приделами Знаменским и Петропавловским начато помещицей Анной Яковлевной Ракитиной в 1836 года, но из-за смерти помещицы строительство было приостановлено. Только в 1845 году были освящены оба придела, а настоящая была освящена уже в 1854 году. Церковь вместе с примыкавшей к ней колокольней имела в длину 20, в ширину 7 саженей, колокольня высотой 16 саженей. В приходе существовали две школы: одна помещалась в церковной сторожке и заведена в 1875 году, другая — в доме дворянина Пущина.
В XIX — начале XX века село являлось центром Полянской волости Пронского уезда Рязанской губернии. В 1906 году в селе было 213 дворов.
С 1895 года землевладельцем в Больших Полянах стал отец известного философа Ивана Александровича Ильина – Александр Иванович. Известно, что Ильины любили имение в Рязанской губернии и часто отдыхали в нем (в т.ч. будущий философ Иван Александрович). К началу XXI века о бывшей усадьбе Ильиных в селе Большие Поляны напоминает только местный субтопоним – урочище Ильинки.
С 1929 года село являлось центром Больше-Полянского сельсовета Старожиловского района Рязанского округа Московской области, с 1937 года — в составе Рязанской области, с 2005 года — в составе Ленинского сельского поселения.

## Население
| 1859 | 1897  | 1906  | 2010 |
| ---- | ----- | ----- | ---- |
| 986  | ↗1313 | ↗1597 | ↘464 |

## Инфраструктура
Предтеченская церковь. 